# Parti du peuple pour la reconstruction et la démocratie
De Parti du peuple pour la reconstruction et la démocratie (PPRD) (Nederlands: Volkspartij voor de reconstructie en de democratie) is een politieke partij in de Democratische Republiek Congo. 
De sociaaldemocratische partij werd opgericht op 31 maart 2002 door Joseph Kabila. Emmanuel Ramazani Shadary was presidentskandidaat voor PPRD bij de generale verkiezingen van 30 december 2018. Hij is ook permanent secretaris van de partij.
Bij de generale algemene verkiezingen van 30 december 2018 werd de door Kabila als zijn opvolger naar voor geschoven Emmanuel Ramazani Shadary derde en laatste van de presidentskandidaten voor de republiek maar behaalde de partij wel 52 van de 485 te verkiezen zetels in de 500 leden tellende Assemblée National. De verkozen parlementsleden vormen met hun 52 de grootste fractie in deze kamer.
Kort nadat Joseph Kabila zijn terugkeer naar Congo heeft aangekondigd, schorste de huidige regering de activiteiten van diens partij.